# Gaspar Lax
Gaspar Lax   (Sarinyena, 1487 - Saragossa, 23 de febrer de 1560) va ser un filósof i matemàtic aragonès del segle xvi.

## Vida
Nascut a Sarinyena, (actual província d'Osca), al voltant del 1487, segons es pot inferir per uns versos encomiàstics que hi ha en una obra seva publicada el 1512, en el que es diu que aleshores tenia vint-i-cinc anys.
Va estudiar a la Universitat de Saragossa, on es va graduar en Arts (quadrivium) i Teologia. En data incerta es va traslladar a París, on va assistir al Col·legi de Montaigu, essent deixeble de John Mair. Als 20 anys ja era professor de filosofia i matemàtiques en aquest mateix col·legi, on va tenir com a deixeble Lluís Vives i va ser conegut com Príncep dels Sofistes.
Probablement va abandonar París el 1521, coincidint amb el decret d'expulsió d'estrangers dictat per Francesc I de França arran de la guerra amb l'Emperador Carles V. Altres fonts afirmen que va ser professor de la Universitat d'Osca entre 1516 i 1523.
Va passar a la Universitat de Saragossa, on va ocupar la càtedra de Juan Jarabal. Va ser professor de Francesc de Borja el 1525. Va ocupar els càrrecs de Canceller i de Rector de la Universitat.
El 1559 va patir un atac de gota i va quedar cec, morint un any més tard. Va ser enterrat a l'església saragossana de Sant Nicolàs de Bari. El seu epitafi diu:
| «                     | (llatí) Hic jacet Gaspar Lax, Artium et Sacrae Theologiae doctor, Academiae Caesaraugustunae vicecancellarius et Rector, qui obíit 7 idus mensis februarii 1560 | (català) Aquí jau Gaspar Lax, doctor en Arts i Sagrada Teologia, vicecanceller i rector de l'Acadèmia de Saragossa, que va morir el 7 de febrer de 1560 | » |
| — Gaspar Lax, Epitafi | | |   |

## Obra
Va escriure tota la seva obra en llatí i no s'han publicat mai traduccions a cap idioma modern ni se n'han fet edicions crítiques.
Lluís Vives, reconeixent la gran intel·ligència i memòria del seu mestre, el critica per la seva obscuritat.
La relació exhaustiva de les seves obres és la següent:
- Paris, 1507: Tractatus exponibilium propositionum.
- Paris, 1509: Tractatus Syllogismorum ...
- Paris, 1511: Tractatus de materiis et de oppositionibus in generali
- Paris, 1512: Exponibilia magistri. . . correcta et revisa per ipsum cum nonnullis additionibus
- París, 1512: Obligationes magistri Casparis Lax aragonensis de Sarinyena
- Paris, 1512: Parve divisiones terminorurn magistri. . . cum terminis eiusdem
- Paris, 1512: Termini
- Paris, 1512: Tractatus de oppositionibus propositionum cathegoricarum in speciali et de earum equipollentiis
- París, 1513: Impositiones magistri...
- París, 1514: Insolubilia magistri. . . noviter impressa et per ipsum correcta[10]
- París, 1514: Tractatus Syllogismorum magistri. . . per ipsum noviter correcta una cum tractatu de arte inveniendi medium ab eodem edito
- París, 1515: Arithmetica speculativa, una aritmètica bastant completa basada en la de Boeci i els seus successors medievals.
- París, 1515: De proportionibus arithmeticis
- París, 1518: Tractatus Syllogismorum
- Saragossa, 1521: De conversione simplici et per accidens
- Saragossa, 1521: Tractatus parvorum logicalium
- Saragossa, 1521: Tractatus terminorum una cum prima parte Summularum
- Saragossa, 1525: Summa parvorum logicalium, reeditat el 1528 i 1532.
- Saragossa, 1527: Quaestiones Phisicales, del que no se'n conserva cap exemplar.
- Saragossa, 1528: Summa oppositionum tam in generali guam in speciali
- Saragossa, 1528: Summa Syllogismorum. Tractatus de arte inveniendi medium
- Saragossa, 1529: Summa exponibilium
- Saragossa, 1529: Summa propositionum
- Saragossa, 1532: Tractatus consequentiarum
- Saragossa, 1539: Quaestiones in libros Peryermeneias et Posteriorum Aristotelis